# Merlin (muziekgroep)
Merlin is een Braziliaanse muziekgroep die is ontstaan in 1995.
Het repertoire bestaat vooral uit rock-pop met veel invloed van muziek uit Latijns-Amerika.

## Discografie
- Ho! Mia kor'! (2000)
  1. Aferoj por gardi
  2. Alia mondo
  3. Se mi povas
  4. Finfine
  5. Ho! Mia kor'!
  6. Verda soldato
  7. Nokta trajnejo
  8. Vidu
  9. La tondro
  10. La bono

- Por la Mondo (1999) (deel van de Kolekto 2000)
  1. Por la mondo
  2. Estas la legxo
  3. Estis unu fojo
  4. Bluaj fragoj
  5. Mia vojo
  6. Mi kredas
  7. En cxi tiu momento
  8. Pri la vero
  9. Elprovo